# Gitarama
Gitarama je drugi po veličini grad Ruande. Sjedište je distrikta Muhanga u ruandskoj Južnoj provinciji. Leži na blizu 1900 metara nadmorske visine, 40 km jugozapadno od Kigalija. Jedan je od gradova u kojima se tijekom genocida u Ruandi nalazilo sjedište privremene vlade.
Godine 1961. u Gitarami je održana konferencija, kasnije poznata kao "državni udar u Gitarami". Svi gradonačelnici i predstavnici lokalnih vlasti cijele Ruande bili su pozvani na konferenciju, na kojoj je neočekivano odobren prijelazni ustav, određen privremeni parlament te privremeni predsjednik. Taj je događaj doveo do kraja monarhije i proglašenja Republike Ruande.
Godine 2002. Gitarama je imala 87.065 stanovnika.

## Vanjske poveznice

### Ostali projekti
|  | Zajednički poslužitelj ima još gradiva o temi Gitarama |